# ألبرت مانشيني
ألبرت مانشيني (بالإنجليزية: Albert Mancini)‏ هو عازف كمان أمريكي، ولد في 1899، وتوفي في 1987.